# Yuncos
Yuncos è un comune spagnolo di 10 607 abitanti situato nella comunità autonoma di Castiglia-La Mancia.